# 22-я отдельная бригада оперативного назначения
22-я отдельная ордена Жукова бригада оперативного назначения — тактическое соединение Войск национальной гвардии Российской Федерации.
Условное наименование — Войсковая часть № 3642 (в/ч 3642). Сокращённое наименование — 22 оброн или Кобра (калачевская оперативная бригада). 
Дислоцируется в г. Калач-на-Дону Волгоградской области.

## История
22-я отдельная бригада оперативного назначения сформирована на базе 340-го учебного полка внутренних войск МВД 30 сентября 1988 года на основании приказа Министра внутренних дел СССР.
Бригада участвовала в решении карабахского конфликта, в горячих точках в Армении, Северной Осетии, Кабардино-Балкарии, в первой и второй чеченских войнах.
22-я бригада, под командованием полковника Владимира Керского, принимала участие в штурме Грозного 2000 года. Соединение, совместно с подразделениями минобороны, входило со стороны станиц Червлёной и Петропавловской. В северо-восточной части города располагалась значительная часть промышленности города. Промзона представляла собой сложную местность и это позволяло боевикам маневрировать, выходить в тыл и во фланги, скрываться от огня в бетонных сооружениях. Бойцы штурмовали кирпичный завод с поддержкой танков Минобороны. Потери в боях за Грозный составили 17 убитыми и 64 ранеными.
За всё время активности более 800 военнослужащих соединения удостоены государственных наград, из них пятеро награждены званием Героя России.
25 сентября 2018 года на торжественном построении 22-й отдельной бригады оперативного назначения в городе Калач-на-Дону, первым заместителем директора Росгвардии генерал-полковником Сергеем Меликовым личному составу соединения вручён орден Жукова.

## Награды
- Орден Жукова — в ознаменование 30-й годовщины со дня образования соединения, а также за высокие показатели в боевой подготовке, мужество и самоотверженность личного состава в ходе выполнения служебно-боевых задач, согласно Указу президента Российской Федерации от 19 июля 2018 года.[1]

## Отличившиеся воины
- Герой СССР Подполковник Чекмарёв
- полковник Стержантов, Александр Линович,
- рядовой Перминов, Дмитрий Сергеевич,
- майор Басурманов, Сергей Анатольевич (посмертно),
- сержант Янина, Ирина Юрьевна (посмертно),
- рядовой Каляпин, Андрей Вячеславович (посмертно).[4]
- Младший сержант Бурбаев, Ифрат Нигметуллаевич (Орден Мужества, посмертно)
- Лейтенант Велиев Эседуллах Хаируллахович (Орден Мужества, посмертно)